# Тертерян, Николай
Николай Тертерян (англ. Nikolai Terteryan; род. 19 января 2001, Ереван, Армения) — датский боксёр-любитель, армянского происхождения, выступающий в полусредней, и в первой средней весовых категориях. Член сборной Дании по боксу в 2020-х годах, чемпион Европейских игр (2023), многократный чемпион Дании, чемпион Европы среди молодёжи U-22 (2022), многократный победитель и призёр международных и национальных турниров в любителях.

## Биография
Николай Тертерян родился 19 января 2001 года в Ереване, в Армении. По национальности — армянин.
В детстве он вместе с родителями переехал на ПМЖ в Данию и стал натурализованным гражданином Дании, и на всех соревнованиях представляет сборную Дании по боксу.

## Любительская карьера
Боксом начал заниматься в детстве вместе со своими старшими братьями.
И уже с 14 лет, — с 2015 года он начал выступать в весовой категории до 52 кг и побеждать на национальном чемпионате Дании среди школьников (до 15 лет).
В июне 2016 года он участвовал на чемпионате Европы среди юниоров (до 17 лет) в Капошваре (Венгрия), в весе до 52 кг, но в 1/8 финала соревнований по очкам (0:3) проиграл россиянину Илье Попову, — который в итоге стал победителем этого чемпионата.

### 2018—2019
В апреле 2018 года стал четвертьфиналистом чемпионата Европы среди молодёжи (до 19 лет) в городе Розето-дельи-Абруцци (Италия), в весе до 60 кг, где он раздельным решением судей проиграл азербайджанцу Нурлану Сафарову, — который в итоге стал победителем этого чемпионата.
И в августе 2018 года стал четвертьфиналистом чемпионата мира среди молодёжи в Будапеште (Венгрия), в весе до 60 кг, где он в четвертьфинале по очкам (0:5) уступил индийскому боксёру Анкиту Кхатану, — который в итоге стал бронзовым призёром данного чемпионата.
В сентябре 2019 года вновь участвовал на чемпионате Европы среди молодёжи в Софии (Болгария), в весе до 64 кг, где он во втором предварительном раунде соревнований по очкам (0:5) проиграл местному болгарину Стилияну Христову, — который в итоге стал бронзовым призёром данного чемпионата.

### Олимпийский квалификационный турнир 2020 года
Сначала в марте 2020 года, в Лондоне (Великобритания) он участвовал в первом квалификационном турнире к Олимпийским играм 2020 года в Токио, в весе до 63 кг, где он в 1/16 финала соревнований досрочно техническим нокаутом в 3-м раунде победил косовара Шпетима Баджоку.
Но затем турнир был остановлен из-за коронавирусной пандемии COVID-19, и уже возобновлён в начале июня 2021 года, в Париже (Франция), где он в 1/8 финала соревнований по очкам единогласным решением судей (0:5) проиграл опытному белорусу Дмитрию Асанову.

### 2021—2023
И в июне 2021 года он также участвовал на чемпионате Европы среди молодёжи до 22 лет в Розето-дельи-Абруцци (Италия), в весе до 64 кг, где он в первом предварительном раунде соревнований по очкам (0:5) проиграл опытному французу Лунесу Амрауи.
К началу 2022 года он уже является пятикратным чемпионом Дании и выигрывал «серебро» европейского первенства среди молодёжи.
А в феврале 2022 года стал победителем в весе до 67 кг представительного международного турнира «Странджа» проходившего в Софии (Болгария), где он в финале по очкам раздельным решением судей (3:2) победил казахстанского боксёра Дулата Бекбауова.
В марте 2022 года он стал чемпионом Европы среди молодёжи до 22 лет в Порече (Хорватия), в весе до 67 кг, в финале победив валлийского боксёра Иоана Крофта.
В феврале 2023 года стал бронзовым призёром в весе до 71 кг представительного международного турнира «Странджа» проходившего в Софии (Болгария), где он в полуфинале досрочно в 1-м раунде проиграл опытному узбеку Саиджамшиду Джафарову, — который в итоге стал победителем этого турнира.
В начале июля 2023 года стал чемпионом III-х Европейских игр в Кракове (Польша), в весе до 71 кг, и завоевал лицензию на Олимпийские игры 2024 года. Где он в 1/16 финала соревнований по очкам единогласным решением судей (5:0) победил португальского боксёра Диого Да Силва, затем в 1/8 финала по очкам единогласным решением судей (5:0) победил итальянца Сальваторе Кавальяро, в четвертьфинале по очкам единогласным решением судей (5:0) победил албанца Албана Бекири, в полуфинале прошёл турецкого боксёра Тугрулхана Эрдемира, который не явился на бой, и в финале по очкам раздельным решением судей (4:1) победил опытного сербского боксёра Вахида Аббасова.